# Joanis Griwas
Joanis Griwas (gr. Ιωάννης Γρίβας; ur. 23 lutego 1923 w Kato Titorea, zm. 27 listopada 2016 w Atenach) – grecki sędzia, prezes Sądu Kasacyjnego, tymczasowy premier Grecji w 1989.

## Życiorys
Ukończył prawo na Uniwersytecie Narodowym im. Kapodistriasa w Atenach, w 1954 został sędzią. W 1975 był jednym z sądzących członków junty czarnych pułkowników. W 1979 wybrany w skład Sądu Kasacyjnego, najwyższej instancji sądowniczej w sprawach karnych i cywilnych. W 1986 został jego wiceprezesem, a w 1989 objął funkcję prezesa.
W 1989, wskutek kryzysu politycznego w greckim parlamencie uniemożliwiającego powołanie większościowego rządu, zaproponowano go na stanowisko tymczasowego premiera (konstytucja wymagała bowiem, by został nim któryś z sędziów Sądu Kasacyjnego). Objął ten urząd z dniem 12 października 1989. Wybory z 5 listopada ponownie przyniosły parlament, w którym ani PASOK, ani Nowa Demokracja nie zdobyły większości. Joanis Griwas zrezygnował z dniem 27 listopada; zastąpił go Ksenofon Zolotas, który sformował ponadpartyjny rząd z udziałem trzech głównych ugrupowań. Joanis Griwas przeszedł w stan spoczynku w 1990.